# Виттенберг, Арвид
Арвид Виттенберг или Арвид Вирттенберг фон Деберн (швед. Arvid Wirtenberg von Debern; 1606, Порвоо — 7 сентября 1657, Замостье) — шведский граф, фельдмаршал и член риксрода. Участник Тридцатилетней и Северной войны.

## Биография
Арвид Виттенберг сын Йоханнеса фон Виттенберг Деберна и Магдалены Шенфельд. Графский титул был дан Арвиду в 1652 году.
Арвид начал свою военную карьеру в 1622 году, участвовал в звании полковника в битве при Нердлингене в 1634 году. Он был захвачен в плен, но позже освобожден. Затем участвовал в сражении при Виттштоке в 1636 году и под Хемницем в 1639 году, произведён в генерал-майоры. Впоследствии он перешёл под командование Леннарта Торстенссона, с которым участвовал в дальнейших сражениях Тридцатилетней войны — битве под Брайтенфельдом (1642 год) и битве под Янковым, в 1645 году, в которых он командовал шведскими войсками на правом фланге.
В ходе Северной войны 1655-1660 годов Виттенберг был произведён в фельдмаршалы (1655 год) и направлен в Польшу для командования армией численностью в 17 000 человек. Арвид окружил польские войска и заставил их отступить в битве под Уйсьцем 25 июля 1655, завоевал Познань и Калиш. Позже он осадил Краков, который капитулировал 7 октября 1655 года. Попал в плен при обороне Варшавы от армии Яна Казимира и был заключён в тюрьму в Замостье, где впоследствии и скончался.

## Семья
Был дважды женат. Первым браком на Еве Маргарете фон Ланген (с 1642 года). Спустя два года после её кончины в 1646 году сочетался с Елизаветой фон Максимилиани Шенбург.